# 13213 Maclaurin
13213 Maclaurin (tên chỉ định: 1997 JB15) là một tiểu hành tinh vành đai chính. Nó được phát hiện bởi Eric Walter Elst ở Đài thiên văn La Silla ở Chile ngày 3 tháng 5 năm 1997. Nó được đặt theo tên Colin Maclaurin, a Scottish nhà toán học of the 18th century.